# Susana Calandrelli
Susana Calandrelli (17 tháng 1 năm 1901 - 21 tháng 7 năm 1978) là một nhà văn và giáo viên người Argentina.
Sinh ra ở Buenos Aires, Argentina, Calandrelli đã viết mọi thứ từ thơ, truyện, tiểu thuyết đến tiểu luận, vở kịch, bài giảng và sách học. Bà đã nhập một số tổ chức văn hóa khác nhau và lãnh đạo Escuela de Servicio Xã hội del Insituto de Cultura Religiosa Superior. Bà chuyên về đồ họa và đặc tính, đưa ra các khóa học về vật liệu như vậy. Năm 1918, bà nhận được một huy chương vàng cho công việc của mình A los muertos ignorados và một giải thưởng danh dự cho La libertad từ Académie des Jeux Floraux ở Languedoc bằng cả tiếng Tây Ban Nha và tiếng Pháp. Bà cũng cộng tác vowis La Nación, La Prensa, El Hogar và các tờ báo và tạp chí khác ở Buenos Aires, xuất bản nhiều sách. Các tác phẩm của bà cũng được khán giả nước ngoài đánh giá cao và bà và các tác phẩm của bà đã được đề cập trong một số bách khoa toàn thư và tuyển tập ở Luân Đôn, New York, và khắp châu Âu và châu Mỹ. Một số bài thơ của Calandrelli là một phần của Antología de la Poesía Argentina Moderna (1896-1930) của Julio Noé. Trong tuyển tập đó còn các nhà thơ nổi bật khác là Jorge Luis Borges, Leopoldo Marechal, Ricardo Güiraldes, Oliverio Girondo, Luis Cané, Leopoldo Lugones và Alfonsina Storni.

## Các tác phẩm đã xuất bản
- Carillons dans l’ombre, poésie en français, Buenos Aires, Imprimerie Fontana, 1921.
- Al trasluz de las horas, Buenos Aires, Imp. Rodríguez Giles, 1925.
- Cuentos alucinados, La Plata, Olivieri y Dominguez, 1932.
- Curso moderno de geografía elemental, Buenos Aires, Kapelusz, 1932, Premio de la provincia de Buenos Aires. 2da ed. 1938.
- El manuscrito de Silvia Gallus, Buenos Aires, Tor, 1934.
- Si usted fuera Flavio, play heard on Radio Nacional around 1930.
- El rumor del mundo, Victoria, Buenos Aires, Argentina, Ed. Serviam, 1937.
- Breve vida de N.S. Jesucristo: el evangelio, Buenos Aires, Emmanuel, 1939.
- La palabra que no se pronuncia [prologue by Carlos Obligado], Buenos Aires, Comisión Argentina de Publicaciones e Intercambio, 1939.
- Vida de N.S. Jesucristo, para niños, Buenos Aires, Editorial San Jorge, 1939.
- La Vida de Jesús, Buenos Aires, Ediciones Sagradas.
- Cuentos de Navidad, Buenos Aires, Comisión Argentina de Publicaciones, 1940.
- Nociones de Geografía general y Argentina: 3° y 4° grados, Buenos Aires, Kapelusz, 1940.
- Los ojos vacíos, Buenos Aires, Nuestra Novela N*11, 1941.
- Nuevo curso de historia argentina, 2da ed. Buenos Aires, Kapelusz, 1941.
- Maggy, de Edouard Martial Lekeux, translation from French by S. Calandrelli, Buenos Aires, Caritas, 1942; Ed. Pax et Bonum, 1946.
- Andresito y Periquito, Children's stories, Buenos Aires, 1943.
- El tesoro escondido, Children's stories, Buenos Aires, 1943.
- El Dios desconocido, History of the times of Christ, novel, Buenos Aires, Emecé, 1948.
- Madre, Libro de Lectura para 4to Grado, Buenos Aires, Editorial Luis Laserre, 1955.
- Martín Fierro, Synthesis of the poetry by Martín Fierro, Buenos Aires, Ed. San Jorge, 1957, 1966, 1978.
- El reloj de ébano, Buenos Aires, Ediciones de Koperva. 1962; Premio de la Sociedad Argentina de Escritores, 1963.
- Leyendas cristianas de Navidad, Buenos Aires, Ed. San Jorge. 1963. Premio de la Municipalidad de Buenos Aires.
- El otro sol, stories, 1964.
- La verdad y el sueño, Buenos Aires, Lib.Huemul, 1964.
- Angeles en el evangelio, Buenos Aires, Ed. Paulinas, 1967.
- Los animales en el evangelio, Buenos Aires, Ed. Paulinas, 1967.
- Parábolas del evangelio, Buenos Aires, Ed. Paulinas, 1967.
- Pecadores del evangelio, Buenos Aires, Ed. Paulinas, 1967.
- Personajes de la pasión, Buenos Aires, Ed. Paulinas, 1967.
- Soldados del evangelio, Buenos Aires, Ed. Paulinas, 1967.
- A la sombra del gran templo, Buenos Aires, 1968. Premio de la Asociación  de Escritoras Católicas, 1971.
- Ese planeta llamado locura, Prologue by Alfredo Cahn, Buenos Aires, Ediciones de Koperva, 1969. Premio de la Asociación  de Escritoras Católicas, 1971.
- El chango del Altiplano, novel, Ed. Abril SA. (Huemul, 1971, 1975, 1977).
- La Gloria, 16 Argentine stories, Anthology of Argentine writers, (one story by S. Calandrelli: La Gloria), Buenos Aires, Huemul, 1971.